# Grupo unitario
En matemáticas, el grupo unitario UK(n) de grado n, es el grupo de matrices unitarias (de n x n) cuyas componentes pertenecen al cuerpo {\displaystyle \mathbb {K} }. Estas matrices, con la operación de grupo dada por la multiplicación de matrices. (Usualmente el cuerpo {\displaystyle \mathbb {K} } se toma como el conjunto de los reales {\displaystyle \mathbb {R} } o el cuerpo de los números complejos {\displaystyle \mathbb {C} }.) 
El grupo unitario, denotado U{\displaystyle \mathbb {K} } o U(n, {\displaystyle \mathbb {K} }), es un subgrupo del grupo general lineal GL(n, {\displaystyle \mathbb {K} })

## Ejemplos
En el caso simple n = 1, el grupo U(1) es el círculo unidad en el plano complejo, con su multiplicación. Todos los grupos unitarios complejos contienen copias de este grupo.
Si el cuerpo {\displaystyle \mathbb {K} } es {\displaystyle \mathbb {R} }, los números reales, entonces el grupo unitario coincide con el grupo ortogonal O(n, {\displaystyle \mathbb {R} }). Si {\displaystyle \mathbb {K} } es {\displaystyle \mathbb {C} }, los números complejos, se escribe generalmente U(n) para el grupo unitario de grado n.
El grupo unitario U(n) es un grupo de Lie real de dimensión n². El álgebra de Lie de U(n) consiste en las matrices anti-simétricas complejas n por n, con el corchete de Lie dado por el conmutador.

### Subgrupos
- El grupo especial unitario SU(n) es un subgrupo de U(n).
- U(m), con m < n es un subgrupo de U(n).

## Generalización
El concepto de grupo unitario puede extenderse a espacios vectoriales de dimensión infinita, como los espacios de Hilbert usados en mecánica cuántica. Dado un operador autoadjunto {\displaystyle {\hat {A}}}, como el que representa una magnitud física puede definirse un grupo de operadores unitarios mediante:

{\displaystyle {\hat {U}}_{A}(s)={\hbox{exp}}\left(-\mathrm {i} {\hat {A}}s\right)\qquad s\in \mathbb {R} }

Los dos ejemplos más notorios son el grupo unitario de evolución temporal, generado a partir del operador hamiltoniano y el grupo de rotaciones alrededor de un eje, generado por el momento angular:

{\displaystyle {\hat {U}}(t)={\hbox{exp}}\left({-\mathrm {i} {\hat {H}}t}/{\hbar }\right)}
{\displaystyle {\hat {R}}(\theta )={\hbox{exp}}\left(-{\mathrm {i} {\hat {L}}_{eje}}/{\hbar }\right)\qquad \theta \in [0,2\pi )}